# 迪米特羅夫灣

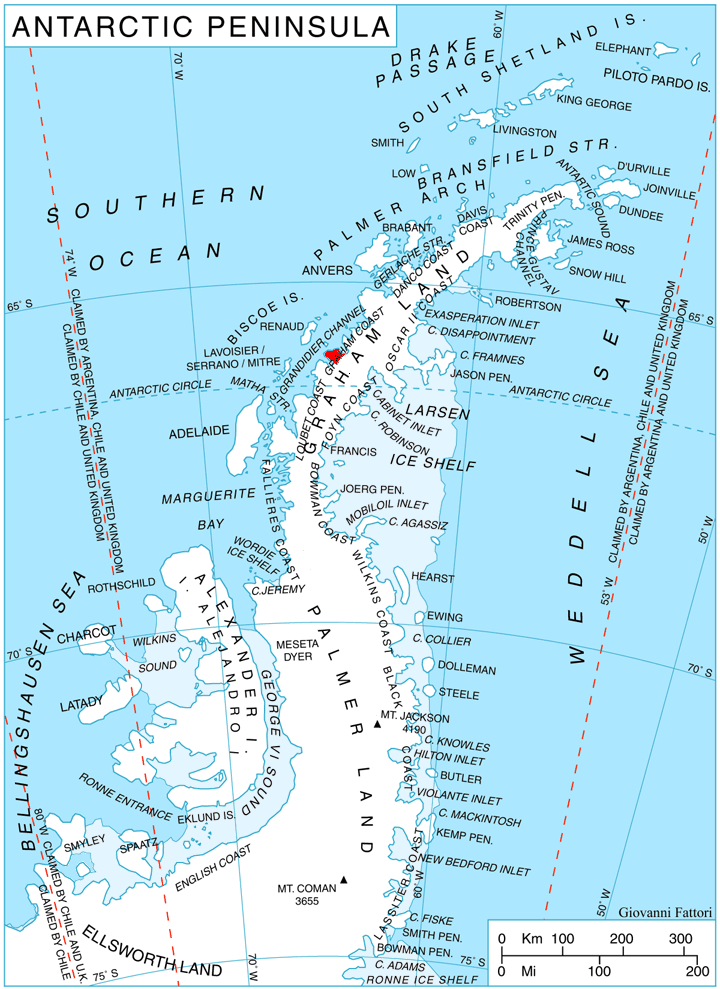

迪米特羅夫灣是南極洲的海灣，位於葛拉漢地的葛拉漢海岸，處於韋林格勒半島西北岸，長4.8公里、寬6.8公里，西面是普里佩特角，東面是比謝爾角。
65°57′50″S 65°04′30″W / 65.96389°S 65.07500°W

## 外部連結
- SCAR Composite Antarctic Gazetteer（页面存档备份，存于）.